# Lijst van Belgische adelsverheffingen 1989
Personen die in 1989 in de Belgische adelstand werden opgenomen of een adellijke titel ontvingen.

## Graaf
- Albert Guérisse alias Pat O'Leary, erfelijke adel en persoonlijke titel graaf.
- William Ugeux, erfelijke adel en de persoonlijke titel graaf.

## Burggraaf
- Omer Vanaudenhove, persoonlijke adel en de titel burggraaf.
- Ilya Prigogine, erfelijke adel en de persoonlijke titel burggraaf

## Baron
- Jean-Fernand Marquet, hoogleraar, erfelijke adel en de titel baron, overdraagbaar bij eerstgeboorte.
- Baron Christian de Posch (1923- ), uitbreiding van de titel baron op alle mannelijke afstammelingen die de naam dragen.
- Philippe Roberts-Jones (1924-2016), erfelijke adel en de persoonlijke titel baron.
- Andries Van den Abeele, erfelijke adel en de persoonlijke titel baron.

## Barones
- Claudine Delens (1933), weduwe van René Poncelet (1925-1985), persoonlijke adel en de titel van barones.
- Maria Rosseels, schrijfster, persoonlijke adel en de titel barones.

## Ridder
- Ludovic Caeymaex, erfelijke adel en de persoonlijke titel ridder.
- Richard Evers (1923- ), erfelijke adel en de persoonlijke titel ridder.
- Victor Van Honsté (1921-1992), procureur-generaal, erfelijke adel en de persoonlijke titel ridder.
- Jean Reyers, wisselagent, voorzitter Beurscommissie Brussel, erfelijke adel en de persoonlijke titel ridder.
- Paul Willemen  (1921-2008), erfelijke adel en de persoonlijke titel ridder.

## Jonkheer
- Yves d'Hanens (1938- ), erfelijke adel.
- Jacques d'Hemricourt, erfelijke adel.
- Paul de Pessemier 's Gravendries, erfelijke adel.
- Benoît Poncelet (1954- ), erfelijke adel.
- Jean-Luc Poncelet (1956- ), erfelijke adel.
- Thierry Poncelet (1958- ), erfelijke adel.
- Baudouin Poncelet (1961- ), erfelijke adel.
- Charles Uyttenhove (1908-2009), erfelijke adel.
- René de Valensart-Schoenmaeckers (1925-2003), erfelijke adel.